# Coyotillos
Coyotillos, är en ort i Mexiko, tillhörande kommunen Apaxco i den nordvästra delen av delstaten Mexiko, i den centrala delen av landet. Orten hade 3 084 invånare vid folkräkningen 2010, och är kommunens tredje största samhälle.